# Peter Behrens
Peter Behrens (født 14. april 1868 i Hamburg, død 27. februar 1940 i Berlin) var en tysk arkitekt, maler, designer og typograf, der var en pioner indenfor moderne industrielt design.
Behrens, der oprindeligt var maler, arbejdede fra 1900 som arkitekt i Darmstadt. Før 1. verdenskrig helligede han sig dog arkitekturen. Han er særligt kendt for at have deltaget i oprettelsen af Deutscher Werkbund i 1907 og for sit arbejde for AEG fra 1907. Her opfandt han corporate design, da han for AEG skabte en ens linje i virksomhedens produkter. Hans arkitektvirksomhed rekrutterede senere andre berømte arkitekter som Walter Gropius, Ludwig Mies van der Rohe og Le Corbusier. 